# قولنجي
قولنجي هي قرية في مقاطعة أرومية، إيران. عدد سكان هذه القرية هو 4,955 في سنة 2006.